# Cervonîi Pahar, Nijîn
Cervonîi Pahar (în ucraineană Червоний Пахар) este un sat în comuna Viktorivka din raionul Nijîn, regiunea Cernihiv, Ucraina.

## Demografie
Componența lingvistică a localității Cervonîi Pahar
     Ucraineană (98,89%)
     Rusă (1,11%)
Conform recensământului din 2001, majoritatea populației localității Cervonîi Pahar era vorbitoare de ucraineană (98,89%), existând în minoritate și vorbitori de rusă (1,11%).